# Prince Bafouolo
 (juillet 2022).
Prince Bafouolo, né le 28 juin 1981 à Pointe-Noire en République du Congo, est un journaliste, animateur de télévision et écrivain congolais.

## Biographie
Né d’un père géomètre expert et d’une mère ménagère, il passe toute son enfance à Pointe noire.
En 2001, il obtient son baccalauréat et s’inscrit à la faculté de droit de l’université Marien NGouabi.
En 2003, il part pour le Bénin.
En 2004, il suit une formation professionnelle en journalisme à Radio Ecole APM (Porto-Novo), le centre de formation de l’Association pour la promotion des médias (APM), présidée par le journaliste Soulé Issiaka.
En 2005, il est recruté par Radio Topka comme journaliste reporter.
En 2007, de retour au Congo, il passe des stages sur les chaines de télévisions DVS+ et DRTV à Pointe-Noire.
En 2012, il couvre le Sommet des Nations Unies pour la terre dit Rio + 20 pour CFI Médias et participe à la production de l’émission Rio by Africa diffusée sur plus de 50 chaines de télévisions nationales partenaires de CFI Médias,.
Entre 2014 et 2015, il travaille comme correspondant pour Africa 24 au Congo.
En 2018, il fonde hémicycles d’Afrique, un site spécialisé dans l’actualité des parlements et des conseils municipaux d’Afrique.
À partir de 2019, il devient chroniqueur à Radio France Internationale pour l’émission «Couleurs tropicales»,,.
En 2020, il publie l’Afrique face au Covid-19, les leçons d’une pandémie  aux Éditions Litch ,,.
Entre décembre 2021 et janvier 2023, il présente l’émission Entretien du Jour sur Télésud.
Le 6 janvier 2023, il annonce dans un communiqué et sur sa page Facebook qu’il prend ses distances avec Telesud, après l’interpellation du PDG de la chaîne, Jean-Pierre Amougou Belinga, cité dans l’assassinat du journaliste camerounais Martinez Zogo.

## Engagement social
En 2020, il rejoint Amobé Mevegué et participe à l’organisation d’un concert en ligne baptisé le WAN show 2.0, qui voit la participation de près de 200 personnalités de tous horizons, le 25 avril 2020, lors de la Journée de l’Afrique. Le même mois, il lance un appel à l’unité, demandant l’organisation d’une cérémonie en hommage aux congolais décédés de la Covid-19,.

## Publications
- L’Afrique face au Covid-19, les leçons d’une pandémie, Éditions LICHT, 179 p. (ISBN 2490338056)

## Distinctions
- 2010 : Prix du meilleur reporter radio, lors du festival médias Espoir 2010
- 2011 :  Prix du meilleur reporter télévision du Congo lors des oscars de la presse congolaise[17]